# Yuriko Backes
Yuriko Backes (ur. 22 grudnia 1970 w Kobe) – luksemburska polityk i dyplomata, od 2022 minister.

## Życiorys
Zdała międzynarodową maturę w rodzinnej miejscowości (1989). W 1992 ukończyła stosunki międzynarodowe w London School of Economics. Uzyskała magisterium z japonistyki w SOAS University of London (1993) oraz z zakresu europeistyki i administracji w Kolegium Europejskim w Brugii (1994). Zawodowo związana z luksemburską dyplomacją, w 1994 podjęła pracę w resorcie spraw zagranicznych. Pracowała w stałych przedstawicielstwach Luksemburga przy ONZ w Nowym Jorku, Unii Zachodnioeuropejskiej i Unii Europejskiej w Brukseli, a także w ambasadzie w Japonii (w latach 2006–2008 jako zastępczyni szefa misji dyplomatycznej). Od 2008 do 2010 była zastępczynią dyrektora departamentu międzynarodowych spraw gospodarczych w MSZ, a następnie doradczynią i osobistą wysłanniczką dwóch kolejnych premierów.
W latach 2016–2020 pełniła funkcję przedstawiciela Komisji Europejskiej w Luksemburgu. W 2020 objęła stanowisko marszałka dworu wielkiego księcia Luksemburga. W styczniu 2022 z rekomendacji Partii Demokratycznej dołączyła do rządu Xaviera Bettela, zastępując w nim Pierre’a Gramegnę na funkcji ministra finansów.
W wyborach w 2023 z ramienia DP uzyskała mandat posłanki do Izby Deputowanych. W listopadzie tego samego roku w nowo powołanym gabinecie Luca Friedena objęła stanowiska ministra obrony, ministra równości płci i różnorodności oraz ministra mobilności i robót publicznych.